# ニコニコプロレスチャンネル
ニコニコプロレスチャンネルは、動画共有サイト「ニコニコ動画」をプラットフォームにしたインターネットプロレス動画サービスである。運営はドワンゴ。映像制作はブロンコス。
正式サービス名は「ニコプロ -ニコニコプロレスチャンネル-」。視聴者は、「ニコプロ民（ニコプロみん、又は　ニコプロたみ）」と呼ばれる。

## 歴史
2013年1月15日に開局。開局時よりプロレスの最新情報やプロレスラー出演によるトーク番組。注目大会の試合中継などをニコニコ生放送で放送。また各団体の記者会見を動画配信している。
開局時は独自にニコニコ放送を行っていたDDT以外（DDTグループのユニオン、ハードヒットは中継）の国内主要団体を中継していたが、2014年に新日本プロレスが独自サービス「NJPWWORLD」をオープンさせ、2015年に大日本プロレスが独自チャンネルのオープンを理由に中継から離脱。同年にはDDTもグループ全体で中継から外れている。なお、インタビュー番組などでは前述の団体所属選手も出演している他、大日本は新木場大会を中心にニコプロでの中継を行っている。
2013年ネットプロレス大賞にて、最優秀マスメディア賞を受賞。2014年ネットプロレス大賞でも最優秀プロレスを伝えた賞（最優秀マスメディア改め）を受賞した。
2016年1月14日、ニコニコチャンネル内の有料登録者数上位30チャンネルに選出。	
2016年5月、メルマガサービスである「ニコニコプロレス通信」の配信をスタート。
同年下半期からはニコプロ女性MCオーディションをスタート。2017年1月4日にSAKI（Mary'sBlood）、柑野夏希、会沢咲、燈廻ゆり、増田裕美、鵙屋まみ、以上6名の合格者が発表された

## レギュラー番組
試合中継以外を記述する。
- 『ハードヒット「死なば諸共」』 - MC：佐藤光留（パンクラスMISSION、ハードヒット主宰）、佐瀬順一
- 『マンスリーニコプロ』– MC：鈴木健.txt

## 放送終了
- 『ニコプロ一週間』（毎週水曜） – 出演：鈴木健.txt、高山善廣、週刊プロレス編集部

- 『紫雷美央の「」』– MC：紫雷美央（アイスリボン）
- 『尾崎の部屋』– MC：尾崎魔弓（OZアカデミー代表）

- 『小橋建太の「鉄人談話」』 – MC：小橋建太、アシスタント：鈴木健.txt
- 『風香NIGHT』– MC：風香（スターダム）
- 『ニコプロ×ZABUN生放送』– 出演：ZABUNグループ（WAVE、OSAKA女子）所属選手及び関係者（GAMI等）
- 『須山浩継伯爵の「月頭女子プロレス+30」』– MC：須山浩継
- 『ガンバレ☆清水愛』 - MC：清水愛（フリー）、レギュラーゲスト：大久保藍子
- 『燈廻ゆりのプロレス入門（仮）』 - MC：燈廻ゆり
- 『クラブ尾崎』 - MC：尾崎魔弓（OZアカデミー代表）、ダイナマイト関西、キューティ鈴木
- 『ニプ女サミット』- MC：ニコプロ女性MC
- 『河野真幸の「どーのこーの」』– MC：河野真幸（WRESTLE-1）、アシスタント：鈴木健.txt
- 『青木篤志の「青木篤志の毒演会」』- MC：青木篤志（全日本プロレス）
- 『魔界錬闘会 上映会』- MC：吉野恵悟（株式会社MAKAI）
- 『666の生でXX 涅槃でポン!!!!!!』 - MC：佐瀬順一、暗黒プロレス組織666所属レスラーの皆様
- 『世界のプロレス！』 - MC：吉野恵悟（株式会社MAKAI）、菊タロー

- 『鈴木健.txtの「オールナイトニコプロ」』– MC：鈴木健.txt
- 『吉野恵悟の「ちょっとナイトニッポン」』- MC：吉野恵悟（株式会社MAKAI）

- 『希月あおいの独演会』 - MC：希月あおい

## 試合中継される主な団体

### 男子団体
- 大日本プロレス
- FREEDOMS
- ZERO1
- KAIENTAI DOJO ⇒ 2AW
- プロレスリングHEAT UP
- 暗黒プロレス組織666
- みちのくプロレス
- ハードヒット
- ダブプロレス
- プロレスリングBASARA

### 女子団体
- アイスリボン
- センダイガールズ
- JWP ⇒ PURE-J
- Actwres girl'Z
- 東京女子プロレス